# Pucrasia macrolopha
El faisán koklas (Pucrasia macrolopha) es una especie de ave galliforme de la familia Phasianidae. Es la única especie del género monotípico Pucrasia.

## Distribución
Esta especie se encuentra en la India, Cachemira (región), China, Mongolia, Afganistán y Nepal.

## Subespecies
Se reconocen las siguientes subespecies:
- Pucrasia macrolopha castanea
- Pucrasia macrolopha biddulphi
- Pucrasia macrolopha bethelae
- Pucrasia macrolopha macrolopha
- Pucrasia macrolopha nipalensis
- Pucrasia macrolopha meyeri
- Pucrasia macrolopha ruficollis
- Pucrasia macrolopha xanthospila
- Pucrasia macrolopha jorentiana
- Pucrasia macrolopha darwini